# Орсън Кард
Орсън Скот Кард (на английски: Orson Scott Card) е американски писател на научна фантастика.
Той е учил право в университет в щата Юта. Има магистърска степен по английска филология и е професионален театровед. В началото работи в Бразилия и Солт Лейк Сити, където създава театрални пиеси. С професионална писателска дейност започва да се занимава след фалита на театъра, поради недостиг на средства.
Първото му научнофантастично произведение е разказа „Ender's Game“, който излиза през 1977 г. С този разказ той поставя началото на поредица, която развива със следващите си романи. Автор е на фентъзи серията „Alvin Maker“, която му печели известност и сред почитателите на този жанр.
Награден е с премията на Джон Кемпбъл за най-обещаващ дебют през 1977 г. Четири негови произведения са отличени с Награда Хюго, шест с награда „Locus Poll“, две с награда „SF Chronicle“, две с Награда Небюла. През 1987 г. печели Световната награда за фентъзи.

## Награди

### Получени
- 1992 – Мемориална награда на името на Едуард Смит
- 1991 – Награда Хюго за най-добра нефантастична книга – „How to Write Science Fiction and Fantasy“
- 1988 – Mythopoeic Fantasy Award – „Seventh Son“
- 1988 – Награда Хюго за най-добра повест – „Eye for Eye“
- 1987 – Награда Феникс за цялостен принос
- 1987 – Награда Хюго за най-добър роман – „Speaker for the Dead“
- 1986 – Награда Небюла за най-добър роман – „Speaker For the Dead“
- 1986 – Награда Хюго за най-добър роман – „Ender's Game“
- 1985 – Награда Небюла за най-добър роман – „Ender's Game“
- 1978 – Награда за най-добър нов писател фантаст на името на Джон Кемпбъл

### Номинации
- 1992 – за награда Хюго за най-добър роман – „Xenocide“
- 1990 – за награда Хюго за най-добра кратка повест – „Dogwalker“
- 1990 – за награда Хюго за най-добър роман – „Prentice Alvin“
- 1990 – за награда Хюго за най-добър разказ – „Lost Boys“
- 1989 – за награда Небюла за най-добър роман – „Prentice Alvin“
- 1989 – за награда Хюго за най-добър роман – „Red Prophet“
- 1989 – за награда Небюла за най-добър разказ – „Lost Boys“
- 1988 – за Световна награда за фентъзи за най-добър роман – „Seventh Son“
- 1988 – за награда Хюго за най-добър роман – „Seventh Son“
- 1988 – за награда Небюла за най-добър роман – „Red Prophet“
- 1987 – за награда Хюго за най-добра кратка повест – „Hatrack River“
- 1986 – за награда Хюго за най-добра кратка повест – „The Fringe“
- 1986 – за награда Небюла за най-добра кратка повест – „Hatrack River“
- 1985 – за награда Небюла за най-добра кратка повест – „The Fringe“
- 1980 – за награда Хюго за най-добра повест – „Songhouse“
- 1980 – за награда Хюго за най-добър разказ – „Unaccompanied Sonata“
- 1979 – за награда Небюла за най-добър разказ – „Unaccompanied Sonata“
- 1979 – за награда Хюго за най-добра кратка повест – „Mikal's Songbird“
- 1978 – за награда Небюла за най-добра кратка повест – „Mikal's Songbird“
- 1978 – за награда Хюго за най-добра кратка повест – „Ender's Game“

## Произведения

### Цикли

#### Цикъл „The Alvin Maker Saga“
1. Седмият син, Seventh Son (1987)
2. Red Prophet
3. Prentice Alvin
4. Alvin Journeyman
5. Heartfire
6. The Crystal City

#### Цикъл „Ender Wiggin“ („Ендър Уигин“)
1. Играта на Ендър, Ender's Game (1985)
2. Говорителят на мъртвите, Speaker for the Dead (1986)
3. Ксеноцид, Xenocide (1991)
4. Рожби на съзнанието, Children of the Mind (1996)
5. Сянката на Ендър, Ender's Shadow (1999)
6. Сянката на хегемона, Shadow of the Hegemon (2001)
7. Сянката на марионетките, Shadow Puppets (2002)
8. Shadow of the Giant (2005)
9. Shadows in Flight (2012)

#### Цикъл „The Worthing Chronicle“
1. Capitol
2. Hot Sleep
3. The Worthing Saga

#### Цикъл „Homecoming“
1. The Memory of Earth
2. The Call of Earth
3. The Ships of Earth
4. Earthborn
5. Earthfall

### Романи
- A Planet Called Treason
- Enchantment
- Hart's Hope
- Homebody
- Изгубени момчета, Lost Boys (1992)
- Lovelock – с Катрин Кид
- Monkey Sonatas
- Pastwatch: The Redemption of Christopher Columbus
- Saints
- Songmaster
- The Abyss
- The Folk of the Fringe
- Treason
- Treasure Box
- Woman of Destiny
- Wyrms